# Tramonti di Sotto
Tramonti di Sotto é uma comuna italiana da região do Friuli-Venezia Giulia, província de Pordenone, com cerca de 438 habitantes. Estende-se por uma área de 85 km², tendo uma densidade populacional de 5 hab/km². Faz fronteira com Castelnovo del Friuli, Clauzetto, Frisanco, Meduno, Preone (UD), Socchieve (UD), Tramonti di Sopra, Travesio, Verzegnis (UD), Vito d'Asio.

## Demografia
| Variação demográfica do município entre 1861 e 2011                               |
|                                                                                   |
| Fonte: Istituto Nazionale di Statistica (ISTAT) - Elaboração gráfica da Wikipedia |